# جامعة ساسكاتشوان
جامعة ساسكاتشوان هي جامعة عامة في كندا، تأسست عام 1907. تقع في مدينة ساسكاتون.

## إحصائيات
يبلغ عدد طلاب الجامعة 18620 طالب، منهم 3,023 طالب دراسات عليا.

## وصلات خارجية
- الموقع الرسمي